# Arantxa Parra Santonja
Arantxa Parra Santonja (Valencia, 9 novembre 1982) è un'allenatrice di tennis ed ex tennista spagnola.

## Carriera
Ha raggiunto il suo più alto ranking nel singolo il 12 luglio 2010, con la 46ª posizione, mentre nel doppio ha raggiunto il 22º posto il 2 aprile 2012.
In carriera ha vinto undici titoli WTA in doppio su ventisette finali mentre non è mai riuscita a conquistare un titolo in singolare nonostante le due finali raggiunte.

## Statistiche

### Singolare

#### Sconfitte (2)
| Legenda               |
| --------------------- |
| Grande Slam (0)       |
| WTA Championships (0) |
| Premier Mandatory (0) |
| Premier 5 (0)         |
| Premier (0)           |
| International (2)     |

| N. | Data             | Torneo                            | Superficie  | Avversaria in finale | Punteggio   |
| 1. | 8 maggio 2010    | Estoril Open, Estoril             | Terra rossa | Anastasija Sevastova | 2-6, 5-7    |
| 2. | 26 febbraio 2011 | Abierto Mexicano Telcel, Acapulco | Terra rossa | Gisela Dulko         | 3-6, 6(5)–7 |

### Doppio

#### Vittorie (11)
| Legenda: Prima del 2009 | Legenda: Dal 2009     |
| ----------------------- | --------------------- |
| Grande Slam (0)         |                       |
| WTA Championships (0)   |                       |
| Tier I (0)              | Premier Mandatory (0) |
| Tier II (0)             | Premier 5 (0)         |
| Tier III (1)            | Premier (2)           |
| Tier IV & V (2)         | International (6)     |

| N.  | Data             | Torneo                                   | Superficie  | Compagna                | Avversarie in finale                               | Punteggio           |
| 1.  | 3 marzo 2007     | Abierto Mexicano Telcel, Acapulco        | Terra rossa | Lourdes Domínguez Lino  | Émilie Loit Nicole Pratt                           | 6–3, 6–3            |
| 2.  | 16 giugno 2007   | Barcelona Ladies Open, Barcellona        | Terra rossa | Nuria Llagostera Vives  | Lourdes Domínguez Lino Flavia Pennetta             | 7–6, 2–6, [12–10]   |
| 3.  | 14 giugno 2008   | Barcelona Ladies Open, Barcellona (2)    | Terra rossa | Lourdes Domínguez Lino  | Nuria Llagostera Vives María José Martínez Sánchez | 4–6, 7–5, [10–4]    |
| 4.  | 10 aprile 2011   | Andalucia Tennis Experience, Marbella    | Terra rossa | Nuria Llagostera Vives  | Sara Errani Roberta Vinci                          | 3–6, 6–4, [10–5]    |
| 5.  | 7 gennaio 2012   | Brisbane International, Brisbane         | Cemento     | Nuria Llagostera Vives  | Raquel Kops-Jones Abigail Spears                   | 7–6(2), 7–6(2)      |
| 6.  | 2 marzo 2013     | Abierto Mexicano Telcel, Acapulco (2)    | Terra rossa | Lourdes Domínguez Lino  | Catalina Castaño Mariana Duque Mariño              | 6-4, 7–6(1)         |
| 7.  | 20 giugno 2014   | Topshelf Open, S'Hertogenbosch           | Erba        | Marina Eraković         | Michaëlla Krajicek Kristina Mladenovic             | 0-6, 7–6(5), [10-8] |
| 8.  | 15 febbraio 2015 | Proximus Diamond Games, Anversa          | Cemento (i) | Anabel Medina Garrigues | An-Sophie Mestach Alison Van Uytvanck              | 6-4, 3-6, [10-5]    |
| 9.  | 27 febbraio 2016 | Abierto Mexicano Telcel, Acapulco (3)    | Cemento     | Anabel Medina Garrigues | Kiki Bertens Johanna Larsson                       | 6–0, 6–4            |
| 10. | 6 marzo 2016     | Monterrey Open, Monterrey                | Cemento     | Anabel Medina Garrigues | Petra Martić Maria Sanchez                         | 4-6, 7-5, [10-7]    |
| 11. | 21 maggio 2016   | Internationaux de Strasbourg, Strasburgo | Terra rossa | Anabel Medina Garrigues | María Irigoyen Liang Chen                          | 6-2, 6-0            |

#### Sconfitte (16)
| Legenda: Prima del 2009 | Legenda: Dal 2009     |
| ----------------------- | --------------------- |
| Grande Slam (0)         |                       |
| WTA Championships (0)   |                       |
| WTA Elite Trphy (1)     |                       |
| Tier I (0)              | Premier Mandatory (1) |
| Tier II (0)             | Premier 5 (0)         |
| Tier III (1)            | Premier (3)           |
| Tier IV & V (2)         | International (8)     |

| N.  | Data             | Torneo                                       | Superficie  | Compagna                    | Avversarie in finale                               | Punteggio            |
| 1.  | 7 luglio 2003    | Internazionali Femminili di Palermo, Palermo | Terra rossa | María José Martínez Sánchez | Adriana Serra Zanetti Emily Stellato               | 4-6, 2-6             |
| 2.  | 24 febbraio 2004 | Copa Sony Ericsson Colsanitas, Bogotà        | Terra rossa | Anabel Medina Garrigues     | Jasmin Wöhr Barbara Schwartz                       | 1-6, 3-6             |
| 3.  | 6 maggio 2007    | Portugal Open, Estoril                       | Terra rossa | Lourdes Domínguez Lino      | Andreea Ehritt-Vanc Anastasija Rodionova           | 3-6, 2-6             |
| 4.  | 10 gennaio 2009  | ASB Classic, Auckland                        | Cemento     | Nuria Llagostera Vives      | Nathalie Dechy Mara Santangelo                     | 6-4, 6(3)–7, [10-12] |
| 5.  | 24 febbraio 2009 | Abierto Mexicano Telcel, Acapulco            | Terra rossa | Lourdes Domínguez Lino      | Nuria Llagostera Vives María José Martínez Sánchez | 4-6, 2-6             |
| 6.  | 9 gennaio 2010   | Brisbane International, Brisbane             | Cemento     | Melinda Czink               | Andrea Hlaváčková Lucie Hradecká                   | 6-2, 6(3)–7, [4-10]  |
| 7.  | 26 febbraio 2011 | Abierto Mexicano Telcel, Acapulco (2)        | Terra rossa | Lourdes Domínguez Lino      | Mariya Koryttseva Ioana Raluca Olaru               | 7-5, 5-7, [7-10]     |
| 8.  | 9 luglio 2011    | Swedish Open, Båstad                         | Terra rossa | Nuria Llagostera Vives      | Lourdes Domínguez Lino María José Martínez Sánchez | 3-6, 3-6             |
| 9.  | 4 marzo 2012     | Abierto Mexicano Telcel, Acapulco (3)        | Terra rossa | Lourdes Domínguez Lino      | Sara Errani Roberta Vinci                          | 2-6, 1-6             |
| 10. | 21 giugno 2013   | Topshelf Open, 's-Hertogenbosch              | Erba        | Dominika Cibulková          | Irina-Camelia Begu Anabel Medina Garrigues         | 6-4, 6(3)–7, [9-11]  |
| 11. | 5 ottobre 2013   | China Open, Pechino                          | Cemento     | Vera Dushevina              | Cara Black Sania Mirza                             | 2-6, 2-6             |
| 12. | 23 agosto 2014   | Connecticut Open, New Haven                  | Cemento     | Marina Eraković             | Sílvia Soler Espinosa Andreja Klepač               | 5-7, 6-4, [7-10]     |
| 13. | 18 ottobre 2014  | Kremlin Cup, Mosca                           | Cemento (i) | Caroline Garcia             | Martina Hingis Flavia Pennetta                     | 3-6, 5-7             |
| 14. | 9 agosto 2015    | Bank of the West Classic, Stanford           | Cemento     | Anabel Medina Garrigues     | Xu Yifan Zheng Saisai                              | 1-6, 3-6             |
| 15. | 25 ottobre 2015  | BGL Luxembourg Open, Lussemburgo             | Cemento (i) | Anabel Medina Garrigues     | Mona Barthel Laura Siegemund                       | 2-6, 6(2)–7          |
| 16. | 8 novembre 2015  | WTA Elite Trophy, Zhuhai                     | Cemento (i) | Anabel Medina Garrigues     | Liang Chen Wang Yafan                              | 4-6, 3-6             |

### Risultati in progressione
| Sigla | Risultato               |
| ----- | ----------------------- |
| V     | Vincitore               |
| F     | Finalista               |
| SF    | Semifinalista           |
| O     | Oro olimpico            |
| A     | Argento olimpico        |
| SF    | Bronzo olimpico         |
| QF    | Quarti di Finale        |
| 4T    | Quarto turno            |
| 3T    | Terzo turno             |
| 2T    | Secondo turno           |
| 1T    | Primo turno             |
| RR    | Round Robin             |
| LQ    | Turno di qualificazione |
| A     | Assente                 |
| ND    | Non disputato           |

| Legenda superfici    |
| -------------------- |
| Cemento              |
| Terra battuta        |
| Erba                 |
| Superficie variabile |

#### Singolare nei tornei del Grande Slam
| Torneo          | 2003 | 2004 | 2005 | 2006 | 2007 | 2008 | 2009 | 2010 | 2011 | 2012 | 2013 | 2014 | 2015 | 2016 | 2017 | 2018 | 2019 |
| --------------- | ---- | ---- | ---- | ---- | ---- | ---- | ---- | ---- | ---- | ---- | ---- | ---- | ---- | ---- | ---- | ---- | ---- |
| Australian Open | A    | 1T   | 1T   | 2T   | A    | A    | A    | 2T   | 1T   | A    | A    | A    | A    | A    | A    | A    | A    |
| Open di Francia | A    | 3T   | 2T   | 1T   | A    | A    | A    | 2T   | 1T   | A    | A    | A    | A    | A    | A    | A    | A    |
| Wimbledon       | 2T   | 2T   | 1T   | A    | A    | A    | 2T   | 2T   | 1T   | A    | A    | A    | A    | A    | A    | A    | A    |
| US Open         | 2T   | 2T   | 1T   | A    | A    | A    | A    | 1T   | A    | A    | A    | A    | A    | A    | A    | A    | A    |

#### Doppio nei tornei del Grande Slam
| Torneo          | 2003 | 2004 | 2005 | 2006 | 2007 | 2008 | 2009 | 2010 | 2011 | 2012 | 2013 | 2014 | 2015 | 2016 | 2017 | 2018 | 2019 |
| --------------- | ---- | ---- | ---- | ---- | ---- | ---- | ---- | ---- | ---- | ---- | ---- | ---- | ---- | ---- | ---- | ---- | ---- |
| Australian Open | A    | A    | 1T   | A    | A    | 1T   | 2T   | 1T   | 1T   | 2T   | 3T   | 2T   | 1T   | 3T   | A    | 2T   | 1T   |
| Open di Francia | A    | 1T   | 2T   | A    | 2T   | 1T   | 2T   | 1T   | 2T   | 3T   | 2T   | QF   | 1T   | 1T   | 1T   | 2T   | A    |
| Wimbledon       | A    | 1T   | 1T   | A    | 1T   | 1T   | 1T   | 1T   | QF   | 1T   | 1T   | 1T   | 3T   | 3T   | 2T   | 2T   | A    |
| US Open         | A    | 1T   | A    | A    | 1T   | 1T   | 1T   | 1T   | 2T   | A    | 1T   | 2T   | 2T   | 2T   | 2T   | 1T   | A    |

#### Doppio misto nei tornei del Grande Slam
| Torneo          | 2003 | 2004 | 2005 | 2006 | 2007 | 2008 | 2009 | 2010 | 2011 | 2012 | 2013 | 2014 | 2015 | 2016 | 2017 | 2018 |
| --------------- | ---- | ---- | ---- | ---- | ---- | ---- | ---- | ---- | ---- | ---- | ---- | ---- | ---- | ---- | ---- | ---- |
| Australian Open | A    | A    | A    | A    | A    | A    | A    | A    | A    | A    | A    | 1T   | 1T   | 1T   | A    | 1T   |
| Open di Francia | A    | A    | A    | A    | A    | A    | A    | A    | A    | A    | A    | QF   | 1T   | 1T   | A    | A    |
| Wimbledon       | A    | A    | A    | A    | A    | A    | A    | A    | 1T   | A    | A    | 2T   | 2T   | 3T   | A    | 2T   |
| US Open         | A    | A    | A    | A    | A    | A    | A    | A    | A    | A    | A    | 1T   | 1T   | 1T   | 1T   | A    |